# Denison (Iowa)
Denison város az USA Iowa államában. Lakosainak száma 8373 fő (2020. április 1.).

## Népesség
A település népességének változása:

| 2010 | 8 298 |
| 2020 | 8 373 |